# Бастид, Жюль
Жюль Бастид (1800—1879) — французский публицист, историк и политический деятель.

## Биография
Посещал коллегию Генриха IV, потом посвятил себя юриспруденции. Как участник в возмущении 5 июня 1820 года, раненый в стычке с войсками, был заключен в тюрьму и в 1821 году примкнул к французским карбонариям, принимая деятельное участие во всех заговорах против Реставрации. В качестве капитана артиллерии был вовлечен и в декабрьское возмущение 1830 г.
Он принадлежал к тайному обществу, главарем которого был Буонаротти. Общество это возложило на Бастида поручение организовать республиканскую партию на юге Франции, и он в начале 1832 г. отправился с этой целью в Лион и Гренобль. Хотя он подвергался аресту и суду как агитатор и республиканец, но в конце мая был освобожден, а 5 июня того же года принимал выдающееся участие в беспорядках, происшедших в Париже при погребении генерала Ламарка. Бастид был приговорен к смертной казни, но успел бежать в Англию, где прожил два года.
Публицистическая деятельность Бастида выразилась в участии его в журнале «National» и в издании собственного, весьма яркой радикальной христианско-социалистической окраски, журнала «Revue nationale». После Февральской революции 1848 г. был делегатом министерства иностранных дел, потом генеральным секретарем того же министерства, был также членом учредительного собрания, а с 11 мая по 29 июня и с 17 июля 1848 по 20 декабря 1848 г. — министром иностранных дел (в перерыве — морским министром), но на этих видных должностях играл довольно незначительную роль.
Зато его сочинения «La République Française et l’Italie en 1848» (Брюссель, 1858) и «Guerres de religion en France» (2 т., Париж, 1859) привлекли всеобщее внимание. Из его «Histoire de l’assemblée législative» появился лишь первый том (1847).